# Becky (Vorname)
Becky ist ein weiblicher Vorname. In englischsprachigen Ländern ist er als Kurzform von Rebecca allgemein verbreitet.

## Namensträger
- Becky Anderson (* 1967), britische Journalistin und Moderatorin
- Becky Ann Baker (* 1953), US-amerikanische Schauspielerin
- Becky Chambers (* 1985), US-amerikanische Science-Fiction-Autorin
- Becky Downie (* 1992), britische Kunstturnerin
- Becky Edwards (* 1988), US-amerikanische Fußballspielerin
- Becky Fischer (* 1951), US-amerikanische Pastorin
- Becky Front (* 1964), britische Schauspielerin und Drehbuchautorin
- Becky G (* 1997), US-amerikanische Sängerin, Tänzerin und Schauspielerin
- Becky Hammon (* 1977), US-amerikanisch-russische Basketballspielerin und -trainerin
- Becky Hill (* 1994), britische Popsängerin
- Becky Hobbs (* 1950), US-amerikanische Country-Sängerin
- Becky Holliday (* 1980), US-amerikanische Stabhochspringerin
- Becky Kellar (* 1975), kanadische Eishockeyspielerin
- Becky Lavelle (* 1974), US-amerikanische Triathletin
- Becky Lyne (* 1982), britische Mittelstreckenläuferin
- Becky Puiras (* 1978), kanadische Sportlerin
- Becky Quinn (* 1971), US-amerikanische Radsportlerin
- Becky Sauerbrunn (* 1985), US-amerikanische Fußballspielerin
- Becky Skillman (* 1950), US-amerikanische Politikerin
- Becky Sullivan, US-amerikanische Tontechnikerin
- Becky Wahlstrom (* 1975), US-amerikanische Schauspielerin